# NGC 3624
NGC 3624 (другие обозначения — MCG 1-29-29, ZWG 39.114, PGC 34599) — спиральная галактика с перемычкой (SBb) в созвездии Льва. Открыта Джоном Гершелем в 1827 году.
Этот объект входит в число перечисленных в оригинальной редакции «Нового общего каталога».